# Five Finger Rapids

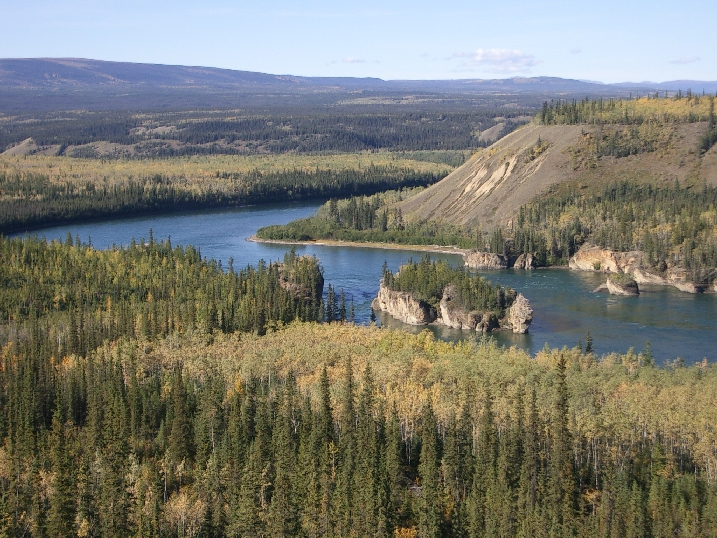
Die Five Finger Rapids heute

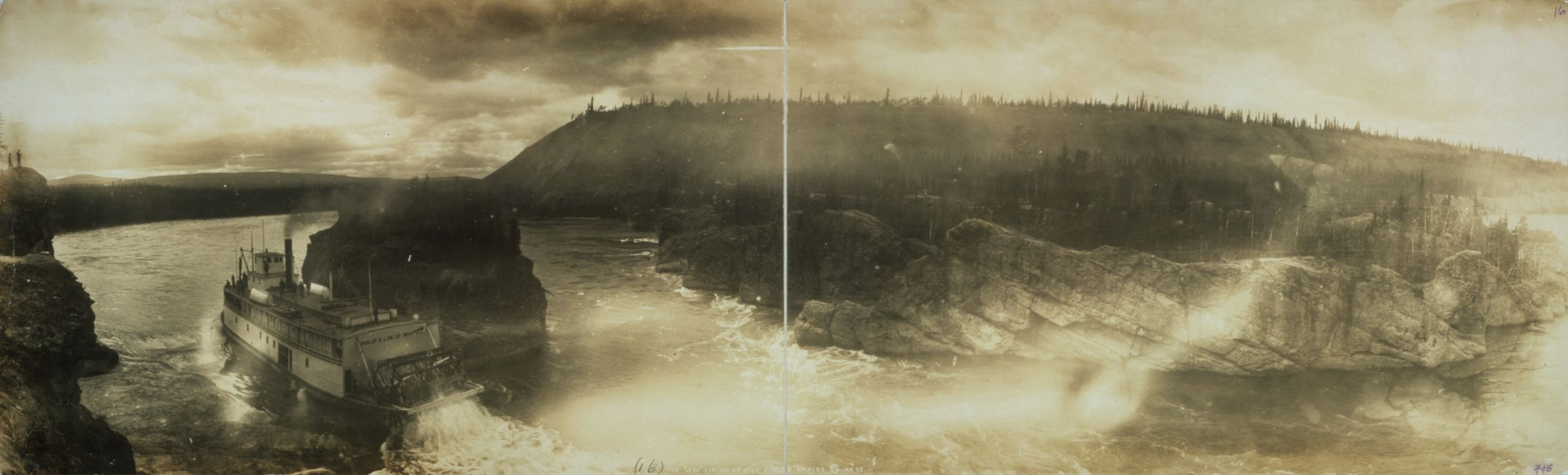
Der Raddampfer Low in den Five Finger Rapids, 1899

Die Five Finger Rapids sind eine Felsformation im Yukon River im kanadischen Territorium Yukon, 20 km flussabwärts von Carmacks am Klondike Highway. Vier Felssäulen aus Basalt teilten den Fluss in fünf Stromschnellen, die „Finger“.
Die Tutchone nennen die Stromschnellen Tthi-chò nädezhé, was so viel bedeutet wie „Felsen, die im Wasser stehen“. Unter dem Namen Five Finger Rapids sind die Stromschnellen seit den 80er Jahren des 19. Jahrhunderts bekannt, als Goldsucher auf dem Weg nach Alaska und nach Dawson am Klondike begannen, den Yukon als Verkehrsweg zu nutzen. Die Rapids stellten dabei ein gefährliches Hindernis dar, an dem Viele ihr Hab und Gut verloren.
Raddampfer verwendeten Winden und Stahlseile, um durch die Stromschnellen zu manövrieren. Eine der Säulen wurde mittlerweile durch Sprengungen entfernt und die Rapids damit für Schiffe weitgehend gefahrlos passierbar gemacht.